# Charles Marie August Ponchard
Charles Marie August Ponchard (París, 1824-1873) fou un tenor francès, fill del també cantant Louis Antoine Ponchard i net del compositor Antoine Ponchard.
Començà la seva carrera als vint anys, al Théâtre Français; el 1846 passà a l'Òpera i el 1847 a l'Opéra-Comique, on va romandre per espai de quaranta anys, primer com a tenor i després com a director d'escena. El 1875 fou nomenat professor de cant del Conservatori de París.